# コミ・ヤズヴァ人
コミ・ヤズヴァ人（コミ・ヤズヴァじん、ロシア語: Коми-язьвинцы、コミ語: Ёдзва комияс、英語: Komi-Yazva）とは、ウラル語族フィン・ウゴル系民族コミ人の一派。

## 概要
コミ・ヤズヴァ人はコミ人の一派で、大半がロシア連邦ペルミ地方ヤズヴァに居住している。コミ語の方言であるコミ・ヤズヴァ語を話す。コミ・ヤズヴァ語はコミ・ジリエーン語とコミ・ペルミャク語の中間のような言葉とされている。